# Лангісйор
64°11′00″ пн. ш. 18°15′00″ зх. д. / 64.183333333333° пн. ш. 18.25° зх. д.
Лангісйор (ісл. вимова: [ˈlauɲcɪˌsjouːr̥]) — озеро в західній частині національного парку Ватнайокутль, Ісландія. Це озеро близько 20 км в довжину і до 2 км в ширину, із загальною площею поверхні близько 26 км2 (10 миля2) і глибиною 75 м у найглибшій точці.
Озеро розташоване досить далеко від цивілізації на південно-західному кордоні Ватнайокутля, на висоті 670 м над рівнем моря. Захисники  природи висловили занепокоєння урядовими планами розміщення промислової дамби на озері.

## Зовнішні посилання
- Офіційний вебсайт Національного парку Ватнайокутль [Архівовано 14 червня 2021 у Wayback Machine.]
- Фотографії: http://isafold.de/strutsstigur02/img_voetn.htm [Архівовано 16 травня 2021 у Wayback Machine.]